# Wranja
Wranja (bułg. Враня) – wieś w Bułgarii, w obwodzie Błagojewgrad, w gminie Sandanski. Według Ujednoliconego Systemu Ewidencji Ludności oraz Usług Administracyjnych dla Ludności, 15 marca 2016 roku miejscowość liczyła 150 mieszkańców.

## Osoby związane z miejscowością
- Georgi Pockow (1883–1938) – bułgarski rewolucjonista
- Atanas Spasow (1878–1923) – bułgarski rewolucjonista
- Mico Wranski (1866–1908) – bułgarski rewolucjonista